# Frigo (programma televisivo)
Frigo è stato un programma televisivo italiano di genere culinario, in onda dal 2015 al 2019 su Rai 2 il sabato alle 10:30 per circa 30 minuti.

## Il programma
Il programma è stato condotto da Nicola Prudente e vedeva un ospite per ogni puntata il quale si doveva far cucinare un piatto della memoria.
A fine puntata l'ospite doveva degustarlo e dire se il piatto cucinatogli è o no facente parte della sua memoria.